# Sibatania mactata
Sibatania mactata là một loài bướm đêm trong họ Geometridae.